# Giardino botanico alpino Paradisia
Il giardino alpino Paradisia si trova in Valnontey (valle laterale della val di Cogne), a 1700 metri di altitudine e all'interno del parco nazionale del Gran Paradiso.
Il suo nome deriva dal giglio bianco, Paradisea liliastrum.

## Storia

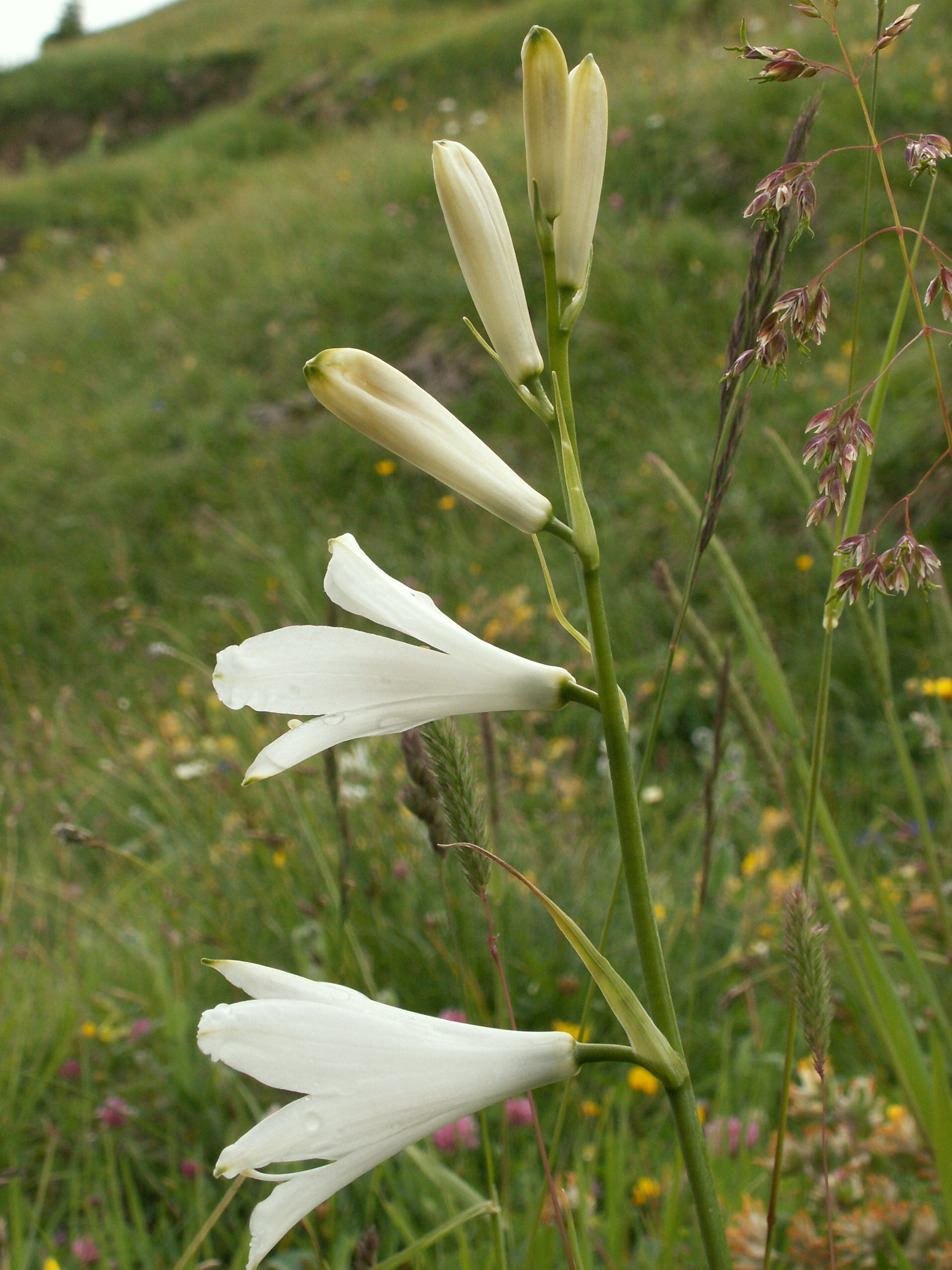
Il giglio bianco da cui prende il nome.

Il giardino nasce nel 1955 per volere del consiglio di amministrazione del parco nazionale del Gran Paradiso, con la finalità di preservare e valorizzare la flora del parco. L'incarico di istituire il giardino viene affidato al prof. Corti e al prof. Peyronel, mentre il sito venne scelto in virtù della posizione favorevole che consente di riprodurre diversi habitat garantendo la possibilità di una vasta varietà di flora per il giardino.
Fin dall'inaugurazione del giardino botanico, a Bruno Peyronel è affidato l'incarico di direttore scientifico, ruolo che manterrà fino al 1956. Dal 1956 al 1962 il direttore scientifico è il prof. Lona, mentre dal 1962 al 1970 ritorna Bruno Peyronel.
In questi anni, le attività del parco migliorano e integrano le potenzialità del giardino, per esempio nel 1964, al giardino, viene affiancata una stazione di biologia montana per le ricerche sulla flora e sulla fauna del parco. Successivamente, nel 1971, la Commissione studi scientifici dell'ente parco avvia un'opera di ristrutturazione del giardino su basi ecologiche, realizzando l'erbario della flora spontanea e la collezione di semi.
Nel 1978 il giardino botanico è sotto la direzione scientifica di Franco Montacchini, dell'Università di Torino, a cui succede quasi subito Silvio Stefanelli, che dà un impulso notevole allo sviluppo del giardino. Alla scomparsa prematura di Stefanelli, nel 1983, il ruolo di curatrice passa a Laura Poggio.
Negli anni ottanta la regione Valle d'Aosta inizia a interessarsi al giardino. Questo processo porta alla presa in gestione da parte della Fondation Grand-Paradis, con sede a Cogne.

## Le collezioni

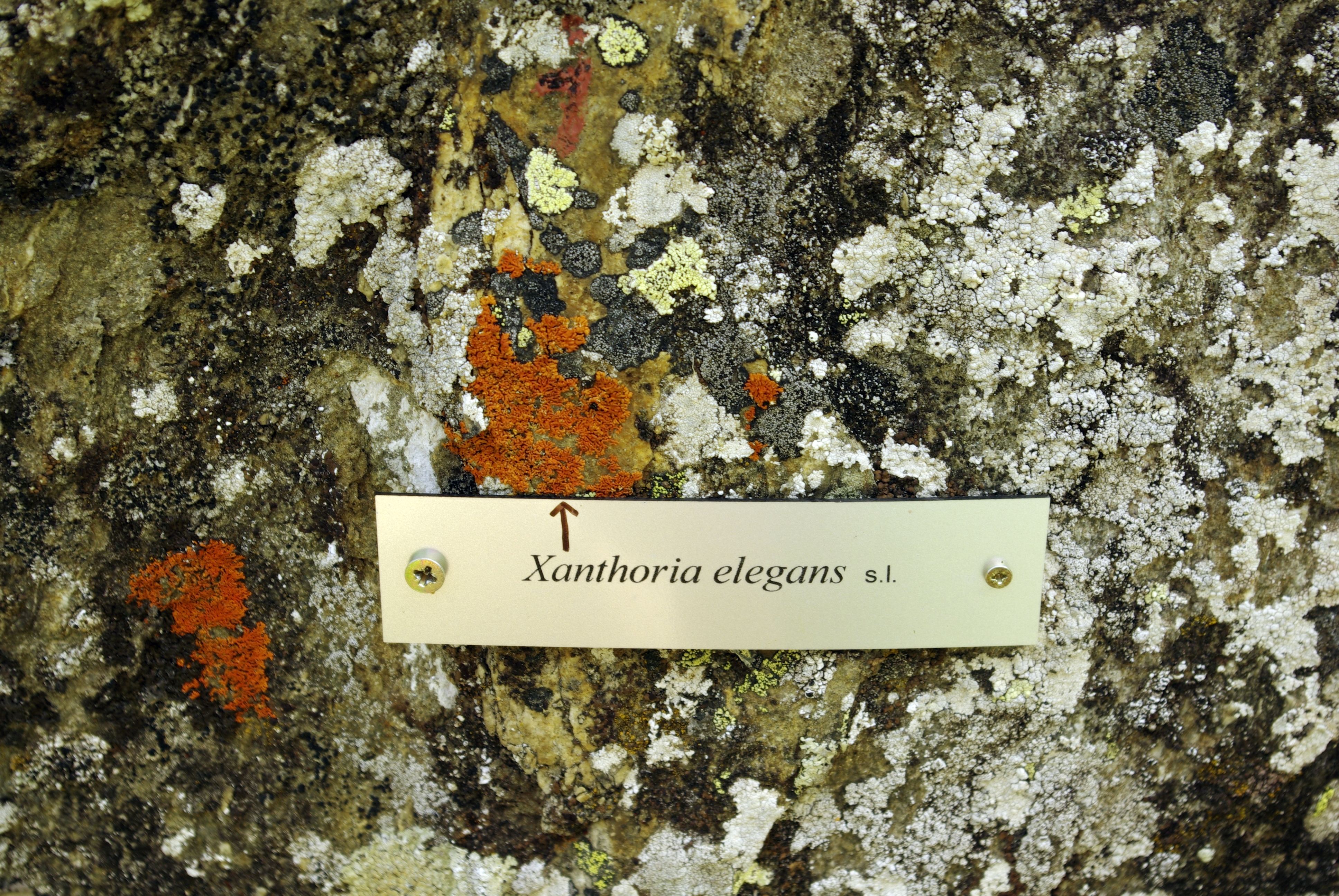
Xantoria elengans, esemplare della collezione dei licheni

Nel giardino sono presenti 1000 specie, tutte raccolte in natura o ottenute da seme nel vivaio annesso al giardino stesso.
Le collezioni presenti sono:
- Esposizione petrografica: raccoglie ed illustra alcuni campioni delle rocce più significative della val di Cogne e di altre zone del Parco;
- Collezione dei licheni che colonizzano spontaneamente una serie di grossi massi e che si mantengono grazie alle favorevoli condizioni ambientali e alla quasi totale mancanza di inquinamento;
- Il giardino delle farfalle: un itinerario dedicato a questi insetti che svolgono un ruolo molto importante come impollinatori della flora di montagna;
- Piante officinali: tramite pannelli esplicativi, vengono illustrate le piante officinali più utilizzate nelle valli del Parco e impiegate nel settore medicinale, cosmetico, liquoristico e culinario.

A scopo didattico sono inoltre stati ricostruiti alcuni ambienti caratteristici: la pseudo-steppa, la torbiera, l'ambiente detritico, l'alneto.

### La torbiera
Tra muschi e sfagni sono presenti Carex sp. pl., Juncus sp. pl., Pinguicula vulgaris e Tricophorum caespitosum.

### La morena
L'ambiente morenico ospita tra le altre specie: Androsace alpina, Artemisia genepi, Campanula cenisia, Gentiana bavarica, Saxifraga biflora,  S. oppositifolia, S. retusa subsp. augustana, Silene acaulis subsp. excapa.